# Верхньокамська височина

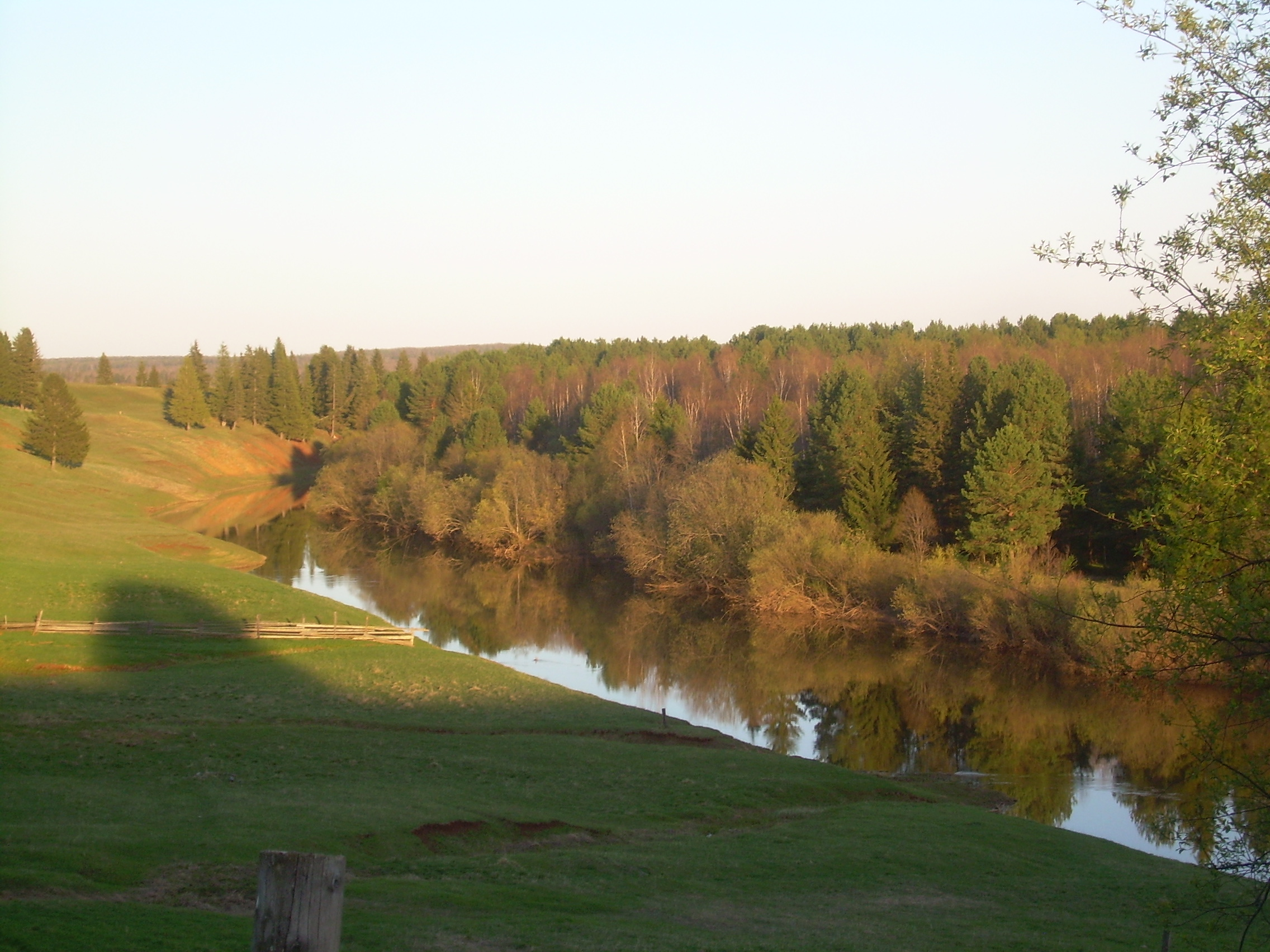
Краєвид Верхньокамської височини околицями с. Сергіно

Верхньока́мська височина́ (рос. Верхнекамская возвышенность) знаходиться у верхів'ях річок Кама, В'ятка і Чепца, в межах Удмуртії, Пермського краю та Кіровської області Росії.
На східному схилі височини беруть свій початок великі правобережні притоки Ками — Іньва, Обва, на північному схилі вододілу розташовується джерело самої річки Ками і притоки Коси, а також В'ятки. На західному схилі розташовуються лівобережні притоки В'ятки (Біла і Чорна Холуниці), з південного схилу, утворюючи височину, тече Чепца.
Висота рельєфу в найпіднесенішій частині височини досягає 300–335 м (вища точка — гора Краснояр, Афанасьєвський район Кіровської області, 337 м), середні ж його позначки сягають 240–280 м заввишки. Рельєф є сильно розчленованим.
Корінні породи з поверхні представлено глинами, мергелями і пісками пермі, тріасу, юри і крейди, четвертинні — в основному елювієм корінних. У надрах є запаси нафти: найбільші родовища — Краснокамське та Мишкінське. Значні запаси торфу.
Землі місцями розорані, особливо у східній частині височини. Ґрунти дерново-підзолисті переважно супіщані. Височина покрита здебільшого хвойними лісами.